# Ноелани Деј
Ноелани Мелија Деј (енгл. Noelani Malia Day; Холонга, 24. април 2003) тонганска је пливачица, двострука олимпијка и вишеструка национална рекордерка, чија ужа специјалност су спринтерске трке слободним стилом.
Крајем 2024. дипломирала је физикалну терапију на Универзитету Јужне Калифорније у Лос Анђелесу.
Када је имала 14 година (2008. године) успела је да преплива 22,3 км широки мореуз Аполима између самоанских острва Уполу и Саваи, поставши тако најмлађом особом икада којој је то пошло за руком.

## Спортска каријера
Рођена и одрасла на Тонги, пацифичком архипелагу који има око 200 острва, Ноелани је веома рано научила да плива. Са пливачким тренинзима је почела када јој је било 8 година, учланивши се у новоосновани (и једини) пливачки клуб у земљи, који је почео са радом захваљујући неколицини канадских и аустралијских волонтера. Како на Тонги не постоји базен олимпијских димензија, тренинзи у клубу су се одвијали углавном на океану, те у мањим хотелским базенима, а повремено су организовани и пливачки кампови ван земље, у Јапану, Кини и на Фиџију. А пошто у земљи није било квалификованих и искусних тренера, њен први тренер је била њена мајка Вила.
Прво веће такмичење на коме је учествовала је било првенство централног Пацифика за млађе категорије, одржано 2016. у Сувој на Фиџију, а где је Ноелани успела да освоји 4 сребрне и 4 златне медаље. Годину дана касније учествовала је по први пут на неком такмичењу ван своје регије пошто је била део тонганске репрезентације на Омладинским играма комонвелта одржаним у Насауу на Бахамама.
У конкуренцији сениора је дебитовала током 2018, прво на Првенству Океаније у Папуи, а потом и на Светском првенству у малим базенима у Хангџоуу. На светском првенству у малим базенима је успела да трку на 50 метара слободним стилом испливала за 29,04 секунде, што је за тада 15-годишњу девојку  било довољно за респектабилно 68. место у конкуренцији 93 такмичарке.
На сениорским светским првенствима у великим базенима дебитовала је у корејском Квангџуу 2019, где је остварила пласмане на 67. место у трци на 50 слободно, односно на 43. место на 50 леђно. Пливала је и у мешовитом штафетним тркама на 4×100 слободно (национални рекорд) и 4×100 мешовито.
У пролеће 2020. добила је специјалну позивницу за учешће на Летњим олимпијским играма које су исте године требале да се одрже у Токију, а које су због пандемије ковида пролонгиране за годину дана. Исте године је завршила средњу школу у Нукуалофи и аплицирала је за стипендије на два америчка универзитета. За Игре у Токију се припремала у пливачком кампу на Тајланду. У Токију 2021. је пливала у квалификацијама трке на 50 слободно, а њено време од 29,06 секунди било је довољно за 63. место у конкуренцији 81 такмичарке.
Након Токија наступила је и на Светском првенству у малим базенима у Абу Дабију 2021. године, а исте године се преселила у Лос Анђелес где је, захваљјујући спортској стипендији, започела са студијима на Универзитету Јужне Калифоније. Паралелно са студирањем, Ноелани је наставила и са пливачким тренинзима, пливајући за своју универзитетску екипу и по први пут у својој каријери радила је са професионалним тренерима.
У наредним годинама је наступила и на светском првенству у малим базенима у Мелбурну 2022, те на светском првенству у великим базенима у Фукуоки 2023. године.
Ноелани је по други пут у каријери добила специјалну позивницу за учешће на Олимпијским играма, овај пут за Париз 2024. године. У Паризу је пливала у квалификацијама трке на 50 метара слободним стилом. Наступила је у четвртој квалификационој групи где је пливала у стази 5, и са временом од 28.60 секунди заузела је треће место у својој квалификационој групи, односно укупно 51. место у конкуренцији 79 такмичарки.